# Réseau express régional de Buenos Aires
Le Réseau express régional buenos-airien (RER) est un projet basé sur le Réseau express régional d'Île-de-France , pour relier 14 lignes et embranchements ferroviaires à travers 20 kilomètres de tunnels avec une gare centrale sous l'Obélisque de Buenos Aires en reliant aussi avec 4 lignes de métro, la Gare de Minibus de Buenos Aires et le système Ecobici. Le projet a été proposé par le Président Mauricio Macri pendant sa campagne électorale en 2015 et pendant son gouvernement.
Après le prêt contracté en 2018 auprès du Fonds monétaire international (FMI) et l'endettement ultérieur bien connu, qui impliquait, entre autres, une réduction du déficit due à une diminution des travaux publics, les investissements dans les chemins de fer ont été reportés. En 2019 le projet du RER est suspendu car il n'était pas viable en raison du manque de budget pour son exécution.

## Histoire

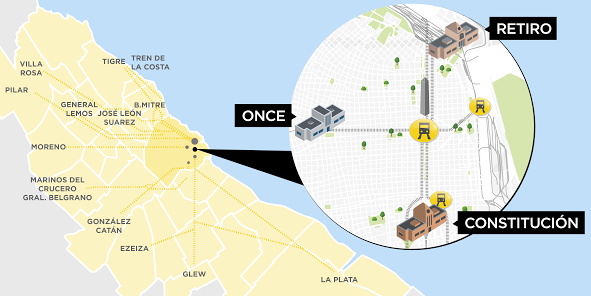
Les 16 km de tunnels en reliant les trois principales gares de train. La Ville de Buenos Aires se montre en orange obscur alors que le Grand Buenos Aires se montre en orange clair.

L'idée de reconnecter les principales voies ferrées de Buenos Aires, déconnectées après l'incendie et la démolition de la gare centrale de Buenos Aires en 1897, par un réseau de tunnels souterrains est proposée pour la première fois en 1969. En 1973, une nouvelle proposition. suggère de créer un réseau express régional. Bien que la proposition initiale proposait de relier la ligne Mitre et la ligne Roca au centre de la ville, cette proposition suggère de créer des tunnels souterrains entre les gares Retiro, Once et Constitución, qui sont les trois plus grands terminaux de la ville,.
Ce RER doit relier tous les chemins de fer urbains et suburbains à l'exception de la ligne Urquiza qui a accès à la station Federico Lacroze du métro de Buenos Aires. Cette proposition est initiée en 2015 par Mauricio Macri, alors chef du gouvernement. En octobre 2018, le ministère des Transports a de nouveau reporté l'appel d'offres, cet appel d'offres et les deux autres ont été reportés sans date précise ni dates prévues. ont été effacés du site Internet du ministère. Ce projet comprend la construction de cinq nouvelles stations de métro à Retiro, Once et la plaza Constitución, la station Central Obelisco sous l'Avenida 9 de Julio et sous le Correo Central. Pour un coût estimé de 1 800 000 000 $ US. La gare centrale serait connectée au réseau Metrobús et à la ligne A, la ligne B, la ligne C et la ligne D du métro de Buenos Aires, tandis que la ligne E, une fois son propre projet d'extension terminé, sera connecté au système RER à la gare Correo Central. 
La première étape du projet, d'une durée de quatre ans, consiste à construire les tunnels nord-sud, la station centrale Obelisco et les stations Plaza Constitución et Retiro avec l'intégration de la ligne Mitre, la ligne Roca et la ligne San Martín. La deuxième étape nécessite deux années supplémentaires et consiste en la construction des tunnels d'est en ouest reliant la gare d'Once avec la gare centrale et la gare centrale de Correo, intégrant la ligne Sarmiento dans le réseau. La dernière étape, d'une durée de deux ans, consiste à prolonger la ligne Belgrano Sur jusqu'à Constitución depuis le terminal actuel à l'aide de viaducs (Ce projet est déjà réalisé en dehors du RER). Enfin, cela inclut la construction d'un nouveau tunnel entre Constitución et Retiro pour relier le chemin de fer à voie étroite une fois qu'il sera électrifié,.
L'élément le plus remarquable du projet est peut-être l'exclusion de la ligne Urquiza qui aboutit à la gare Federico Lacroze, au nord-ouest de la ville. La ligne est différente des autres car elle utilise l'écartement standard et était initialement prévue pour faire partie de la ligne B du métro de Buenos Aires.
Dans le même temps, le projet est critiqué pour avoir servi de prétexte à la vente de terrains ferroviaires pour des oppérations immobilières. Depuis l'arrivée du gouvernement de Mauricio Macri, la promesse du futur RER sert de prétexte à la désaffectation des emprises ferroviaires de la Ville, sans expliquer clairement en quoi cela profite à l'intégration des lignes ferroviaires. En octobre 2017, l'exécutif de Buenos Aires approuve un projet qui donne le feu vert à la vente du terrain du quai de chargement des Colégiales pour des projets immobiliers, sous prétexte que l'argent récolté doit permettre de financer la réalisation du RER. En septembre 2018, l’Agence d’administration des domaines de l’État (AABE) tente de retirer une partie de son campus Migueletes à l’Université nationale de San Martín (UNSAM) pour l'affecter au chemin de fer. À cela s'ajoute la désaffectation des Colégiales et du Retiro Cargas, qui a pour conséquence que le Nuevo Central Argentino (NCA), qui contrôle les trains de marchandises de la ligne Mitre, se retrouve sans les espaces nécessaires à l'exploitation ferroviaire. Le terrain ferroviaire d'Empalme Norte, à Retiro, est vendu avec un prétexte similaire alors qu'il était initialement indiqué que toutes les voies du secteur seraient surélevées.

## Complications
Les principaux obstacles à la réalisation du RER sont, la différence de gabarits, l'état de l'électrification et les différents systèmes d'électrification utilisés :
| Trains de Buenos Aires |          |               |                      |                      |
| Ligne                  | Longueur | Large de voie | Électrification      | Passagers annuels    |
| Roche                  | 237.2 km | 1676 mm       | Oui (catenaria)      | 91,4 millions (2011) |
| Sarmiento              | 184.1 km | 1676 mm       | Oui (troisième riel) | 39,1 millions (2012) |
| Mitre                  | 185.5 km | 1676 mm       | Oui (troisième riel) | 51,4 millions (2012) |
| Saint-Martin           | 56.3 km  | 1676 mm       | Planée               | 48,5 millions (2012) |
| Belgrano Nord          | 54.3 km  | 1000 mm       | Ne                   | 30,4 millions        |
| Urquiza                | 29.9 km  | 1435 mm       | Oui (troisième riel) | 19 millions          |
| Belgrano Sud           | 66.3 km  | 1000 mm       | Planée               | 25,2 millions        |

Sans compter la ligne Urquiza, qui n'est pas incluse dans le projet et pourrait l'être facilement, les problèmes se retrouvent sur la ligne San Martín et sur les deux lignes ferroviaires de Belgrano. La ligne San Martín, qui partage le même écartement que la plupart des lignes, utilise des locomotives diesel et une partie de la ligne a été électrifiée. Les lignes Belgrano Sur et Belgrano Norte constituent sans doute le plus grand défi étant donné qu'elles ont toutes deux un écartement différent de celui du reste du réseau et ne sont pas électrifiées. Actuellement, aucun projet d’électrification n’est en cours de finalisation. Mais les nouvelles voitures de la ligne Belgrano Sur peuvent être facilement converties pour un usage électrique,. 
La conversion du gabarit des lignes n'est pas prévue, c'est pourquoi il y aura un tunnel séparé entre Retiro et Constitución pour les deux lignes, d'autant que ces deux lignes ont moins de trafic que les lignes Sarmiento, Mitre et Roca et qu'elles ne sont pas électrifiées, l'intégration de ces lignes au RER sera programmée lors de la troisième étape de la construction
Les lignes Belgrano Sud et Belgrano Nord sont peut-être le plus grand défi étant donné que les deux ont un large de trocha divers au reste du réseau et ne sont pas electrificadas. Actuellement il n'y a pas aucun projet pour electrificarlas en étant concrétisé. Mais les nouvelles voitures de la ligne Belgrano Sud peuvent être facilement converties pour usage électrique,.
En février 2018, il est annoncé que le projet de construction d'un tunnel ferroviaire sous l'Avenida 9 de Julio était à l'arrêt, stoppant ainsi ce qui doit être la première étape du Réseau Express Régional (RER), parallèlement à la résolution 95 annulée. l'appel d'offres pour la construction de la station de métro de la Plaza Constitución.
En mars 2018, l'appel d'offres a de nouveau été annoncé sous la modalité de participation public-privé (PPP), comprenant les stations de l'Obelisco et de la Constitución, ainsi qu'un tunnel de 11 kilomètres depuis les environs de la gare de la Constitución jusqu'à la gare du Retiro. En octobre 2018, le ministre Dietrich annonce la suspension de l'appel d'offres pour le viaduc de la ligne Belgrano Sur entre Sáenz et Constitución.

## Tunnels et connexions existants
La ligne Urquiza dispose déjà d'une connexion avec les futures gares du RER via la ligne B, même si actuellement cette connexion n'est pas utilisée puisque le service se termine à Federico Lacroze et ne continue pas sous terre.
il n'est pas planée la conversion de la trocha des lignes par ce que y aura un tunnel séparé entre Retraite et Constitution pour les deux lignes. Étant donné que les deux lignes ont moins trafic que les lignes Sarmiento, Mitre, et Roche et que ne sont pas electrificadas, l'adhésion de ces lignes à la RER sera laissée pour le troisième tronçon de la construction.
La ligne Sarmiento et la ligne Mitre sont reliées par une unique voie souterraine qu'il va depuis la terminale de la ligne Sarmiento dans la gare Onze en ce que serait le parcours de la RER vers Port Madero, alors qu'un segment de deux voies relie l'ancienne gare Port Madero avec la terminale de la ligne Mitre dans la gare Retire. Ce parcours à travers les deux lignes s'usait traditionnellement pour des transports de charge, bien que, il s'a usé brevemente pour véhiculer de passagers vers le centre de la ville depuis la ligne Sarmiento pendant les ans 1990.